# HNLMS Friso
Le HNLMS Friso ou Hr.Ms. Friso était une canonnière de la classe Brinio de la Koninklijke Marine (Marine royale néerlandaise) qui a servi pendant la première et Seconde Guerre mondiale.

## Construction
La quille du Friso a été posé le 16 octobre 1911 au chantier naval Rijkswerf de Amsterdam. Il a été mis à l'eau le 12 août 1912. Le 8 septembre 1914, il est mis en service dans la marine néerlandaise.

## Histoire
Les Pays-Bas étant un pays neutre, le Friso n'a pas participé de manière active à la Première Guerre mondiale.

### Seconde Guerre mondiale
Le Friso, ainsi que son navire-jumeau (sister ship) le Brinio et les dragueurs de mines: le Abraham van der Hulst et le Pieter Florisz ont été ajoutés à la flottille de l'IJsselmeer dans les jours de mai 1940, qui était destinée à empêcher les forces allemandes de traverser l'IJsselmeer.
Le 12 mai 1940, le Friso reçoit l'ordre de détruire des navires dans le port de Stavoren. Lors du bombardement du port de Stavoren, un ferry a été coulé et une batterie hostile détruite. Lorsque le Friso est revenu le même jour dans la zone de patrouille désignée, le navire a été attaqué par des bombardiers allemands. En conséquence, le Friso a été endommagé à tel point que le navire s'est retrouvé immobilisé à l'endroit. Au cours de cette attaque, trois membres d'équipage ont été tués, les autres ont été secourus par le Abraham van der Hulst. Le navire est coulé par les tirs du Pieter Florisz.
L'épave éventrée sera récupéré le 15 mars 1943 et mis à la ferraille à Enkhuizen.